# Portas de Santa Catarina
As Portas de Santa Catarina foram uma antiga porta da cidade de Lisboa, inserida na cerca fernandina da cidade.
Localizavam-se nas proximidades das igrejas do Loreto e Encarnação, ficando ambas de fora. Atravessava o largo da rua até entestar com as cavalariças d'El-Rei, depois arruinadas pelo terramoto de 1755. Teve por cima, em seus nichos, as duas imagens de pedra de Nossa Senhora do Loreto e de Santa Catarina, que apesar de muito toscas se conservam ainda hoje no frontispício da Igreja da Encarnação.
A 28 de Maio de 1384, sendo estas portas acometidas dos castelhanos, obraram nela os portugueses prodígios de grande valor, capitaneados por El-Rei D. João I, então Mestre de Avis.
Foram derrubadas em 1702.